# Tetraethylenglycoldimethylether
Tetraethylenglycoldimethylether ist eine chemische Verbindung aus der Gruppe der Glycolether.

## Gewinnung und Darstellung
Tetraethylenglycoldimethylether kann durch eine Williamson-Ethersynthese von Tetraethylenglycol mit Methylchlorid und alkalischen Hydroxiden gewonnen werden.

## Eigenschaften
Tetraethylenglycoldimethylether ist eine brennbare, schwer entzündbare, wenig flüchtige, farblose Flüssigkeit mit etherischem Geruch, die mischbar mit Wasser ist. Die Verbindung bildet oberhalb des Flammpunktes bei 141 °C entzündbare Dampf-Luft-Gemische. Die untere Explosionsgrenze liegt bei 0,8 Vol.‑% . Mit einer Zündtemperatur von 270 °C resultiert eine Temperaturklasse T3.

## Verwendung
Tetraethylenglycoldimethylether kann als Beschichtungsmaterial auf Glucosesensoren und als Elektrolyt in Lithium-Ionen-Akkumulatoren verwendet werden. Darüber hinaus ist es ein geeignetes Lösungsmittel für Hochtemperaturreaktionen aufgrund seines hohen Siedepunktes. Ferner wird es bei der selektiven Adsorption von Proteinen während der Förderung der Zelladhäsion verwendet.